# Le Fourneau
Pour les articles homonymes, voir Fourneau.

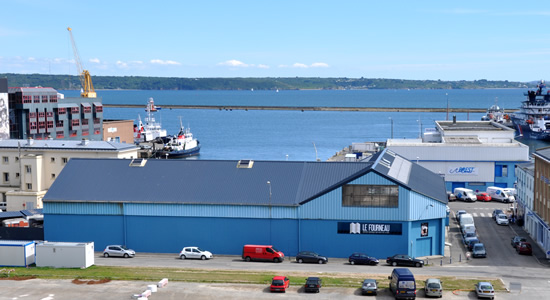
Le Fourneau, Centre National des Arts de la Rue

Le Fourneau est un Centre national des arts de la rue et de l'espace public, inscrit dans un réseau national professionnel composé de lieux de fabrique, de compagnies et de festivals. C'est un établissement de création et de production artistique dans l'espace public basé sur le port de commerce de Brest, en France.

## Histoire

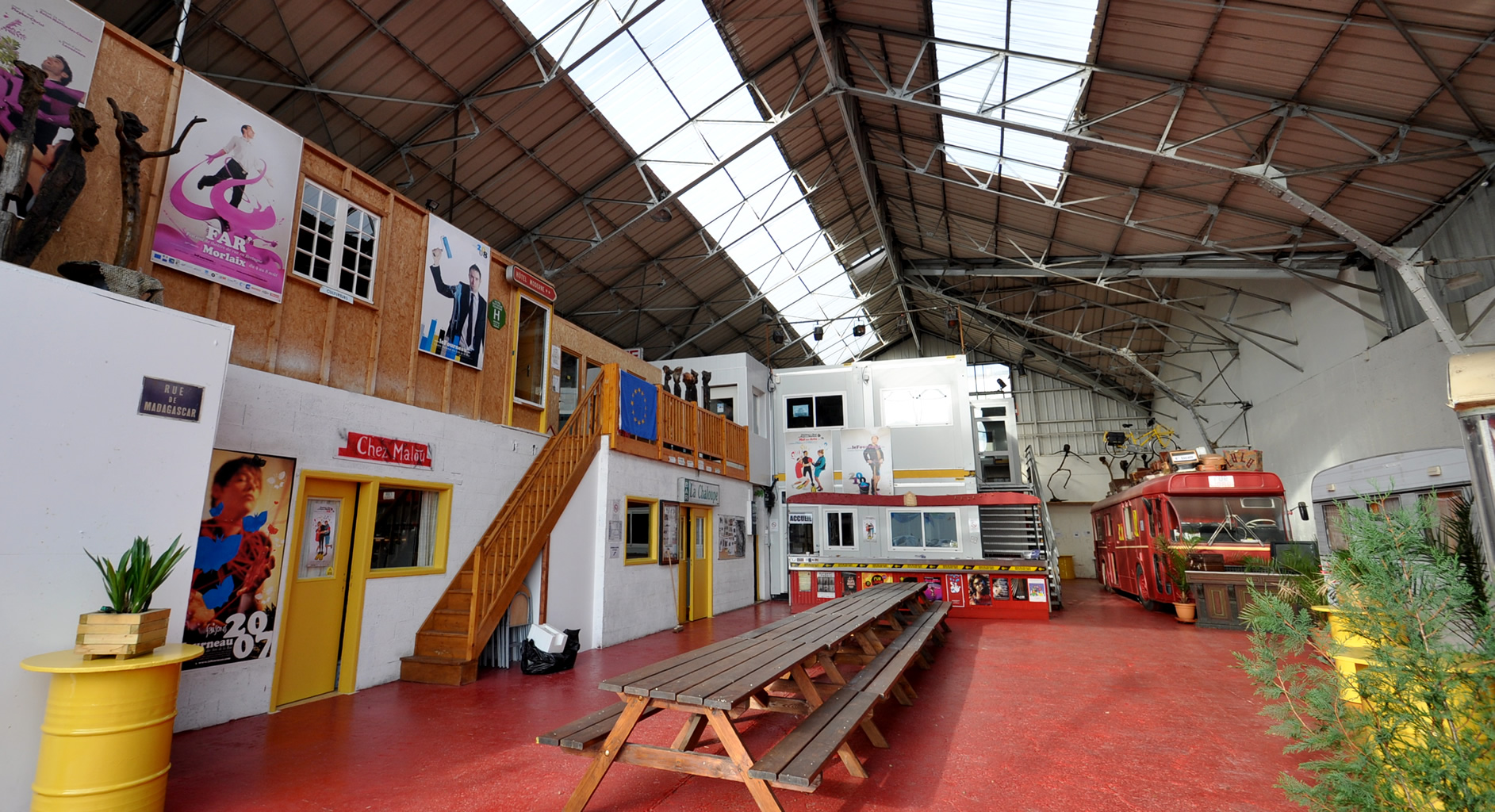
La Petite halle du Fourneau

L’aventure du Fourneau démarre en 1988 par la rencontre de deux instituteurs, Michèle Bosseur et Claude Morizur, membres du patronage laïque de Relecq-Kerhuon avec la compagnie de théâtre de rue Oposito.
Ensemble, ils créent en 1988 le Festival Grains de Folie consacré aux arts de la rue, qui se tiendra annuellement jusqu'en 1994. 
Le Fourneau devient alors un centre des arts de la rue. Ce centre est un lieu de résidence pour les compagnies et il organise des spectacles et des festivals gratuits, à Morlaix, puis à Quimperlé  où il co-organise le festival des Rias.

## Le Fourneau aujourd’hui
Aujourd'hui, le Fourneau est le plus importants des treize centres nationaux des arts de la rue, Ses locaux sont situés près du port de commerce de Brest. En 2018, est décidé un déménagement dans les ateliers des Capucins, projet qui prend du retard et devrait voir le jour en 2024. 